# 黒岳 (御坂山地)
黒岳（くろたけ）は、山梨県南都留郡富士河口湖町と山梨県笛吹市芦川町との境界に位置する標高1,793mの山で、御坂山地の最高峰。河口湖の北側に位置する。日本三百名山、山梨百名山に選定されている。

## 概要
富士五湖の北側、甲府盆地の南に屏風のように連なる御坂山地の最高峰が黒岳で、黒岳という名前は周辺に2座、全国各地にある黒岳と区別するため、御坂黒岳とも呼ばれる。東側は、甲府盆地から河口湖へ向かう交通路であった御坂峠を隔てて三ツ峠山と対峙し、西側には節刀ヶ岳、鬼ヶ岳、王岳など、御坂山地の主脈の山々が連なる。北西には釈迦ヶ岳の岩峰がある。周辺の山からはどっしりした山体を誇示しているかのように見える。

## 登山
河口湖の北、御坂トンネル入口から、御坂峠を経て山頂まで約2時間30分。一等三角点のある山頂は樹林に覆われていて展望はないが、南へ5分ほど行くと富士山が見える場所がある。

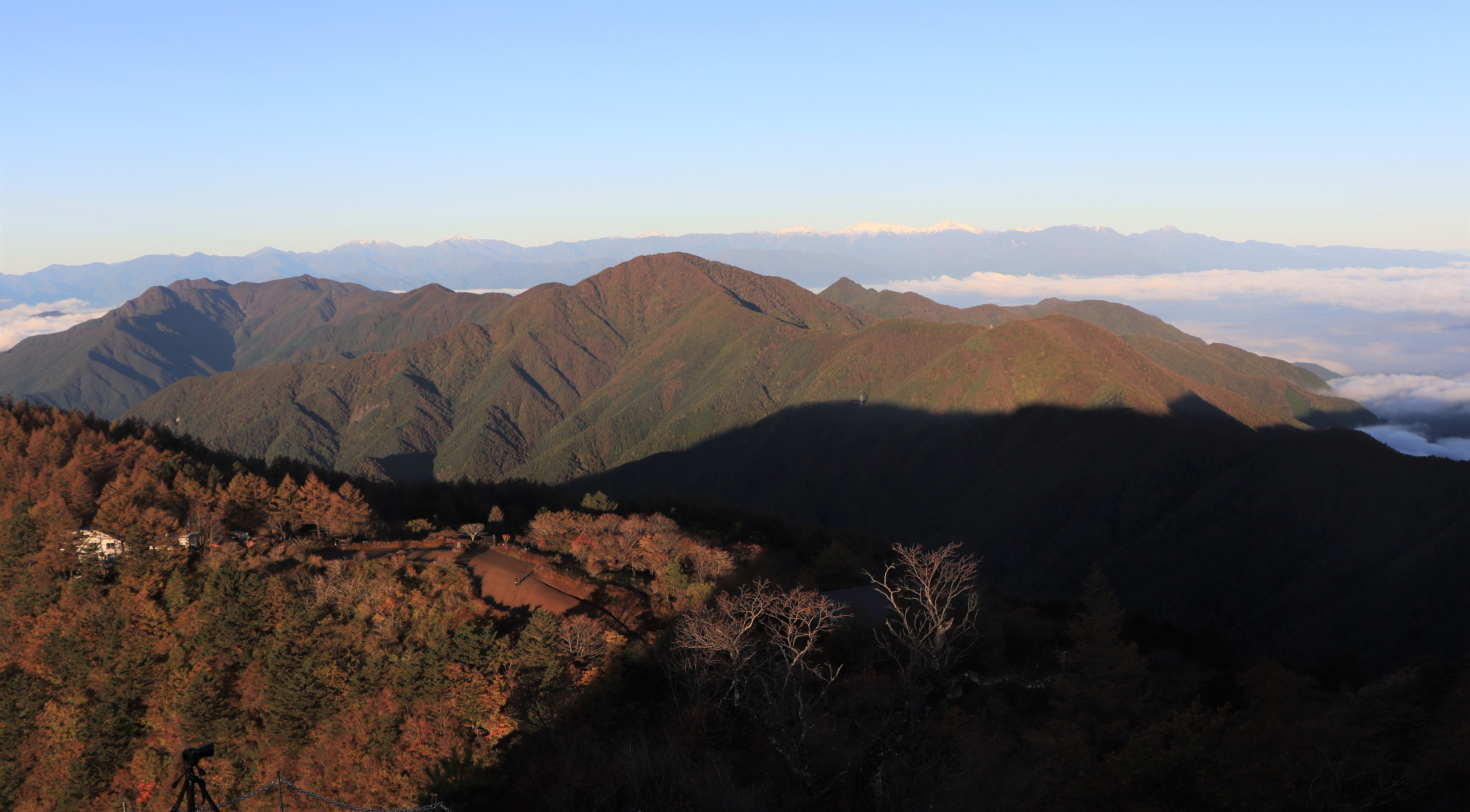
東の三ツ峠山から
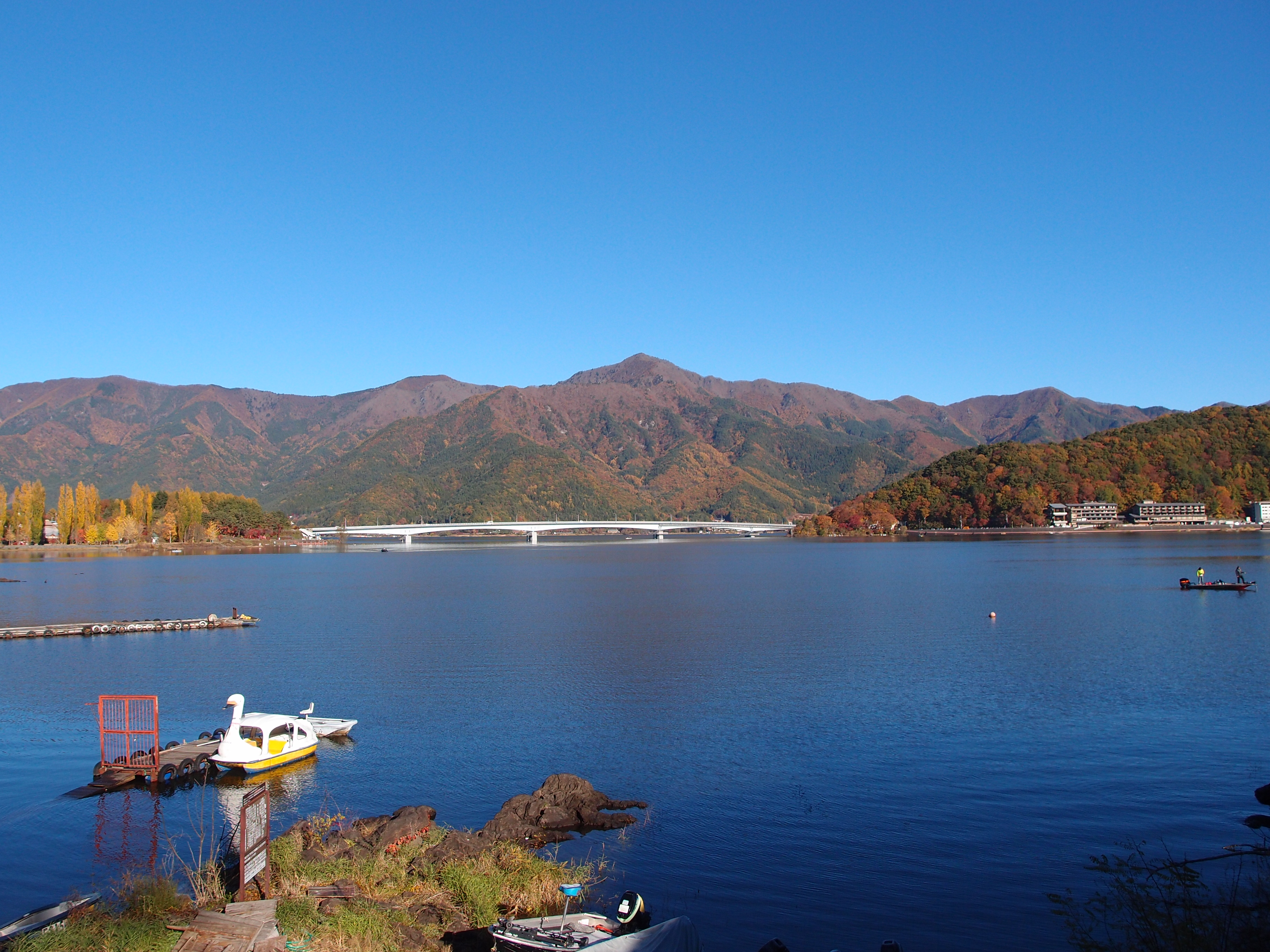
南南東から（中央）
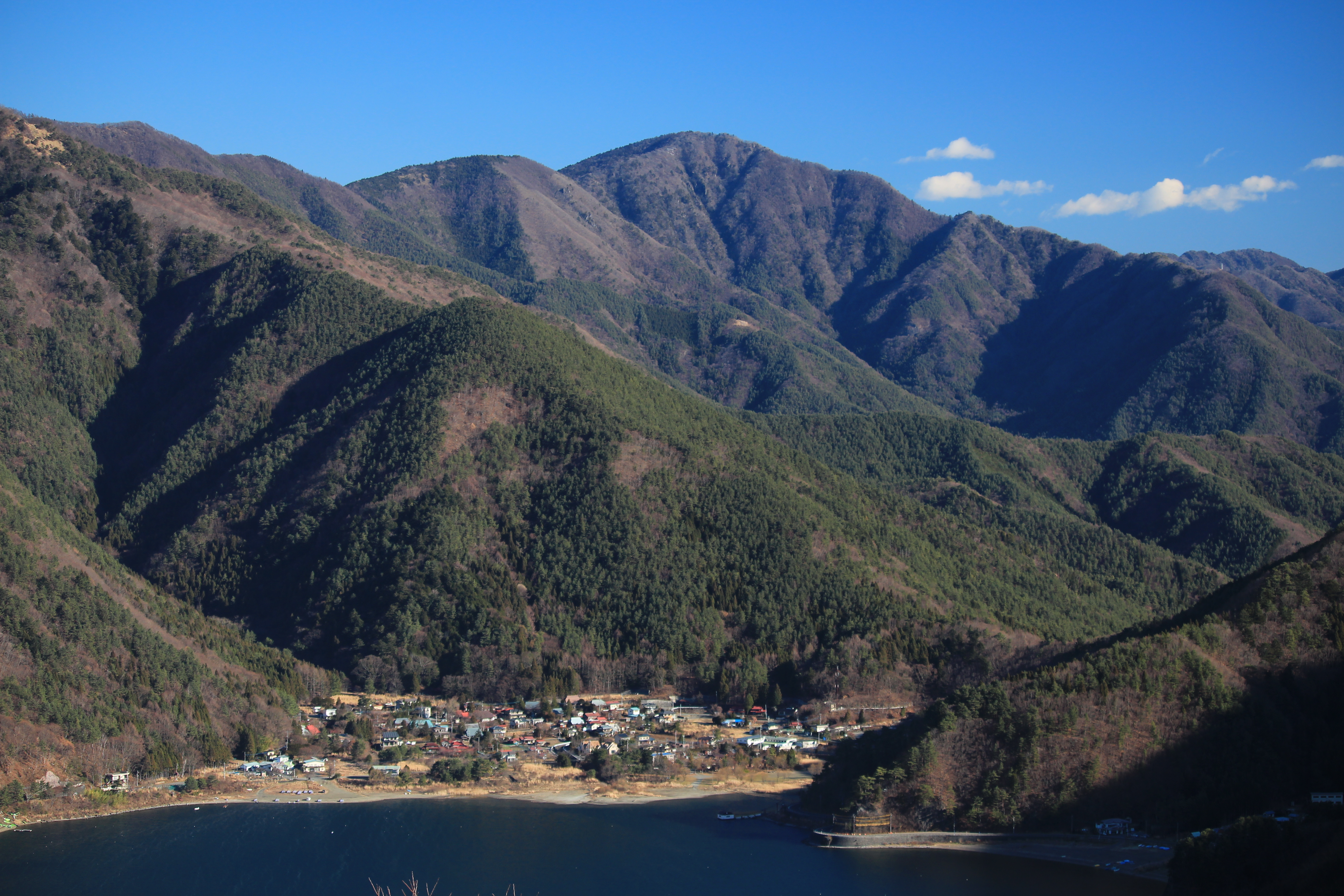
南西の足和田山の三湖台から
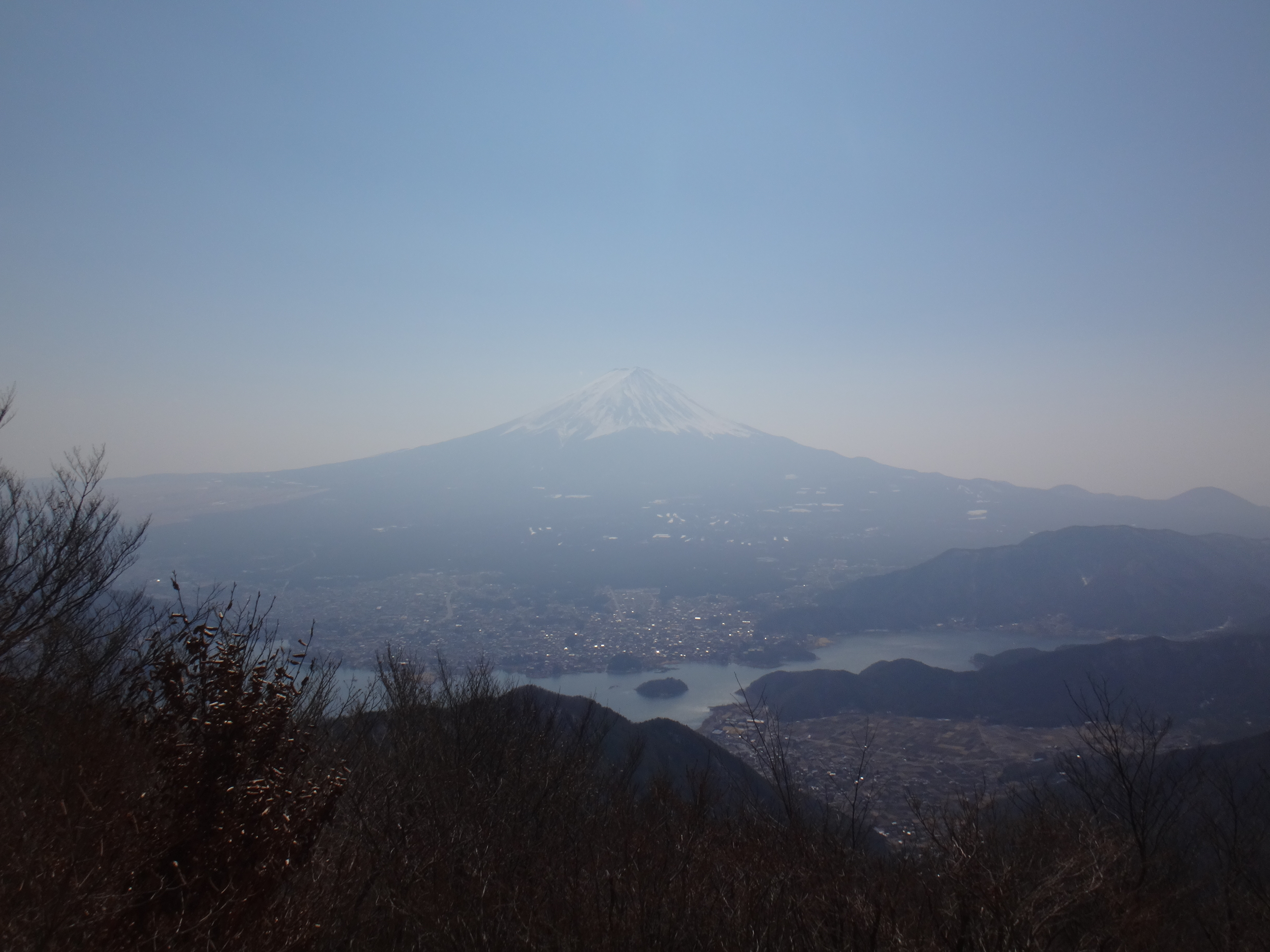
御坂黒岳からの富士山